# Sjors Tijhuis
Sjors Tijhuis (* 31. Dezember 2000) ist ein niederländischer Volleyballspieler.

## Karriere
Tijhuis begann seine Karriere im Alter von sieben Jahren und spielte wie seine Brüder zunächst bei Dros Alterno. Von 2017 bis 2019 spielte er beim Talentteam Papendal. Anschließend wechselte er zum Erstligisten Dynamo Apeldoorn. Mit Apeldoorn stand er 2020, 2021 und 2023 im nationalen Pokalfinale. Von 2021 bis 2023 gewann er mit dem Verein die niederländische Meisterschaft. In der Mitte der Saison 2023/24 wechselte der bisherige Mittelblocker in den Diagonalangriff. 2025 wurde Tijhuis vom deutschen Bundesligisten SWD Powervolleys Düren verpflichtet.